# Феке

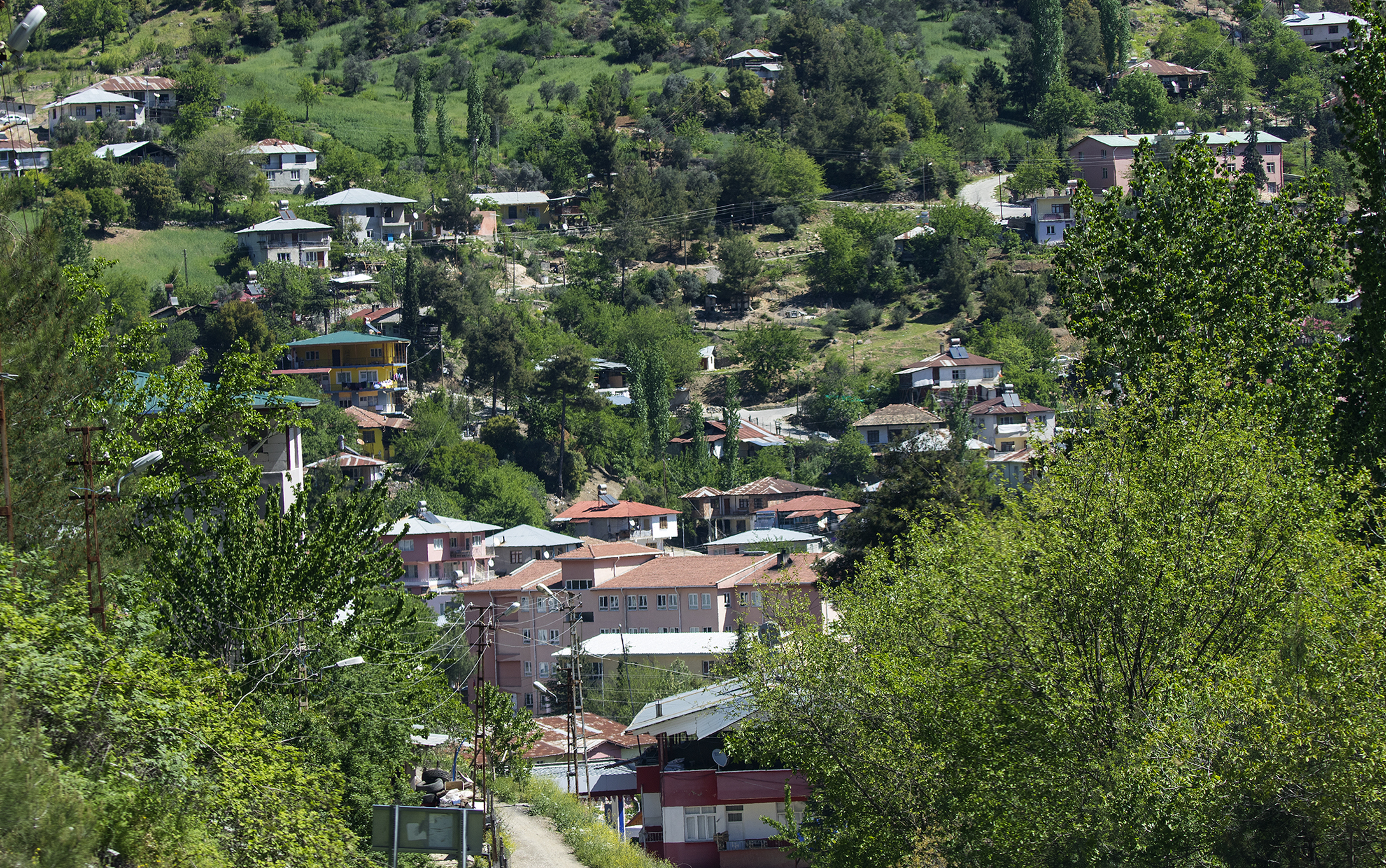
Феке

Феке (тур. Feke) — місто і район у провінції Адана (Туреччина).

## Історія
Район Феке було заселено хеттами ще у XVI столітті до нашої ери. У VI століття до н. е. до цієї місцевості прийшли перси, 333 року вони були завойовані Олександром Македонським. У подальшому вони увійшли до складу Риму, и потім — Візантії.
Візантійці збудували у гірському проході, що прямує на північ від Адани через Таврські гори, замок, який назвали Вахка. З часом назва Вахка перетворилась на Феке. Замок у подальшому був важливим опорним пунктом династії Рубенідів, що правила Кілікійською Вірменією.
Потім цими землями заволоділи мамлюки, та зрештою вони увійшли до складу Османської імперії.

## Видатні особи
На території фортеці у XIII столітті творив вірменський вчений, чернець і мініатюрист Етьен з Вахки